# Araújo (apellido)
Araújo, Araujo o Araúxo es un apellido gallego de origen noble medieval; Posiblemente, el noble don Rodrigo Annes de Araújo, señor del castillo de Araújo, Orense, Galicia, fue el primero en utilizar el apellido de Araújo. Su bisnieto Pedro Annes de Araújo se trasladó al Reino de Portugal, alrededor de 1375, siendo el primer Araújo en establecerse allí. 

## Historia
El progenitor del apellido Araújo es probablemente don Rodrigo Annes de Araújo, quien fue Señor del Castillo y de las tierras de Araújo, situado al sur del Reino de Galicia, en la actual provincia de Orense. Ese castillo se encontraba en la frontera entre el Reino de Galicia y el norte de Portugal. Algunos apuntan al caballero Vasco de Araújo, como el primero en utilizar ese apellido como sobrenombre.
Según diversos historiadores, don Rodrigo Annes de Araújo descendía de miembros de las familias reales del Reino de Francia y del Reino de Borgoña a través de un noble caballero francés llamado Iohannes Tirante , también conocido como "Jean Tyranothe". Este caballero francés, junto con un gran número de caballeros de Francia y Borgoña, participó en las batallas de la Reconquista , ayudando a expulsar a los moros y a defender el reino. Las tierras reconquistadas fueron donadas a los caballeros que participaron en las batallas, así como otros privilegios reales.
La existencia de este caballero se constata a lo largo de las actas de privilegios reales concedidas por el rey Alfonso VII de León, y su hijo, donde es posible ver el nombre de Iohannes Tirante entre los nobles que recibieron privilegios reales. Su nombre también aparece en un pergamino fechado en 1139, en el que se le menciona junto a otros nobles implicados en la reconstrucción de una iglesia en el sur de Galicia. Iohannes Tirante sería hijo de un noble gallego llamado Fernando Annes, con una francesa de origen noble, descendiente de las casas reales de Francia y Borgoña, probablemente una de las hijas o nietas del rey Felipe I de Francia , o de la duquesa Hidegard de Borgoña. Se trasladó a Galicia después de 1128, para ayudar a su padre que era uno de los hombres más poderosos de ese reino. En este período, además de luchar contra los moros, ayudaría al rey Afonso VII de León a defender los intereses gallegos contra el príncipe Afonso Henriques , que intentaba proclamarse rey de Portugal. En aquella época, Portugal era un condado vinculado al Reino de Galicia.
Según Alexandre Herculano de Carvalho e Araújo, en el año 1139, Fernando Annes -que era conocido con el título de Princeps Limiae por ser gobernador en el sur de Galicia- defendería las tierras de Galicia contra los ataques de Afonso Henriques. Eso encaja perfectamente con lo que dicen los cronistas, pues Iohannes Tirante lucharía en esta batalla, en la que él, su padre, parientes y amigos derrotarían a Afonso Henriques. 
Tras un tiempo en Galicia, Iohannes Tirante se casó con una mujer llamada Mayor Garces de Asa, hija del conde don García de Asa. La familia de Asa era en aquella época una de las más poderosas del reino, descendiente de uno de los infantes del reino de León, lo que ayuda a explicar los orígenes de la familia Araújo en la casa de Asa, como sostienen algunos genealogistas. Del matrimonio con doña Mayor Garces de Asa, Iohannes Tirante tuvo al menos un hijo, llamado Xoán Annes, que fue capitán de armas en el reinado de Alfonso VII. Este Xoán Annes sería también el antepasado de Rodrigo Annes, señor del castillo de Araújo.
Más tarde, en 1492, el Reino de Galicia junto con otros reinos de la península Ibérica se unieron para convertirse en el Reino de España. A lo largo del período colonial de España, entre los siglos XVI y XIX, varios españoles gallegos con el apellido Araújo al servicio del Rey de España se trasladaron a colonizar los territorios del Imperio español en América del Norte y América del Sur.
A lo largo del período colonial de Portugal, varios portugueses que llevaban el apellido Araújo se trasladaron para establecerse en el imperio portugués de ultramar.
Muchas cosas han sido bautizadas con el apellido Araújo, como terrenos, barrios, calles, valles, edificios, negocios, una planta, etc.

## Homenajes
El obispo de Malaca , D. João Ribeiro Gaio , dedicó esta quintilla a los Araújo:
'A través de Bitorinho
'hay tumbas ya desgastadas
'Araújos famosos
'en la tierra que riega el Miño ,
'antiguo, abatido.
Manuel de Sousa da Silva escribió lo siguiente:
'Desde Lobios de Galliza
'Llegaron a Lindoso
'Los de un gremio valiente
'de Araújo por guiza
'Lo cual fue muy poderoso aquí. .